# Prefectura Naval Argentina

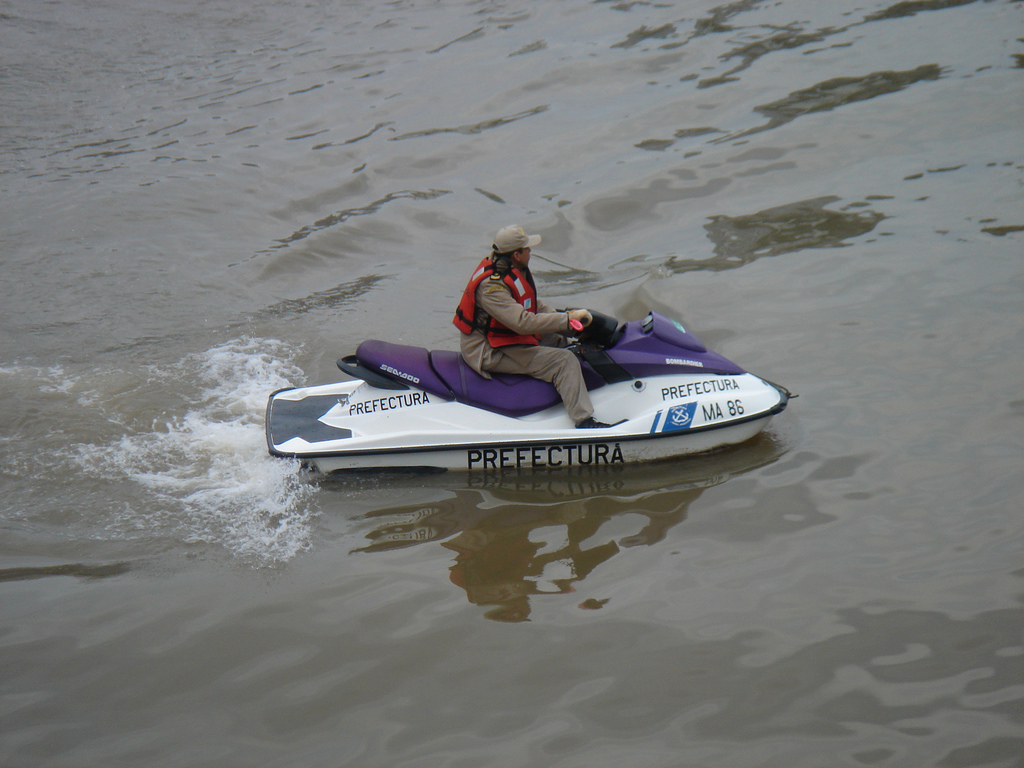
Un agente de la Prefectura Naval Argentina (PNA) patrullando los muelles de Puerto Madero en la ciudad de Buenos Aires.

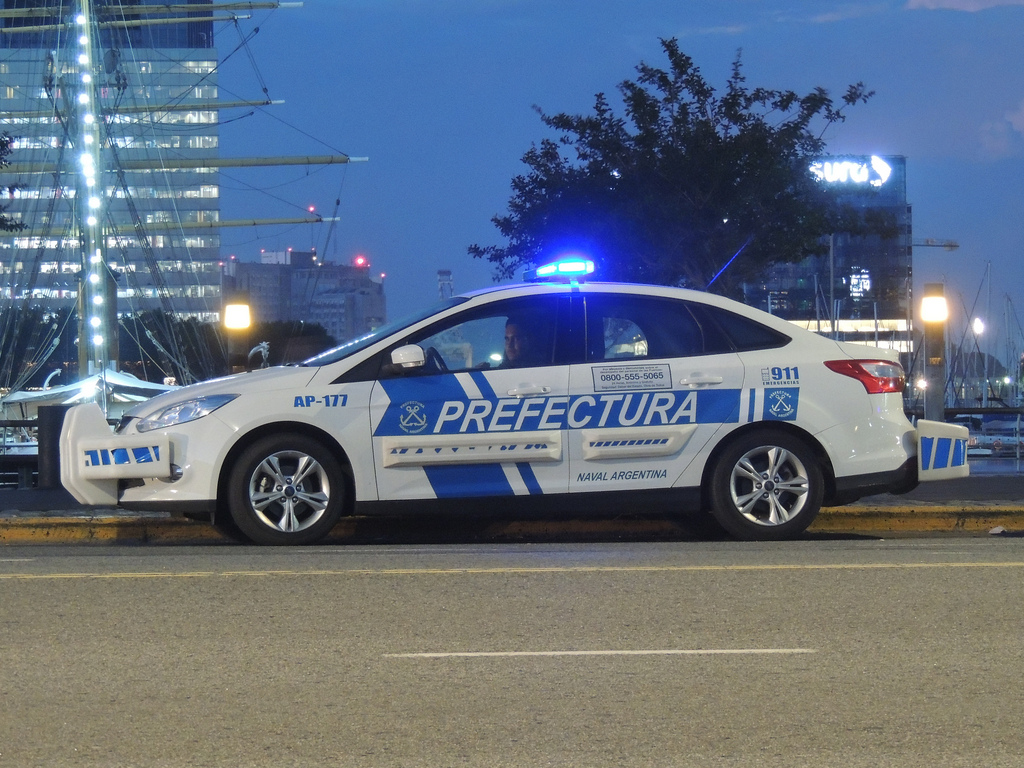
Un patrullero de la Prefectura Naval Argentina (PNA) en Puerto Madero.

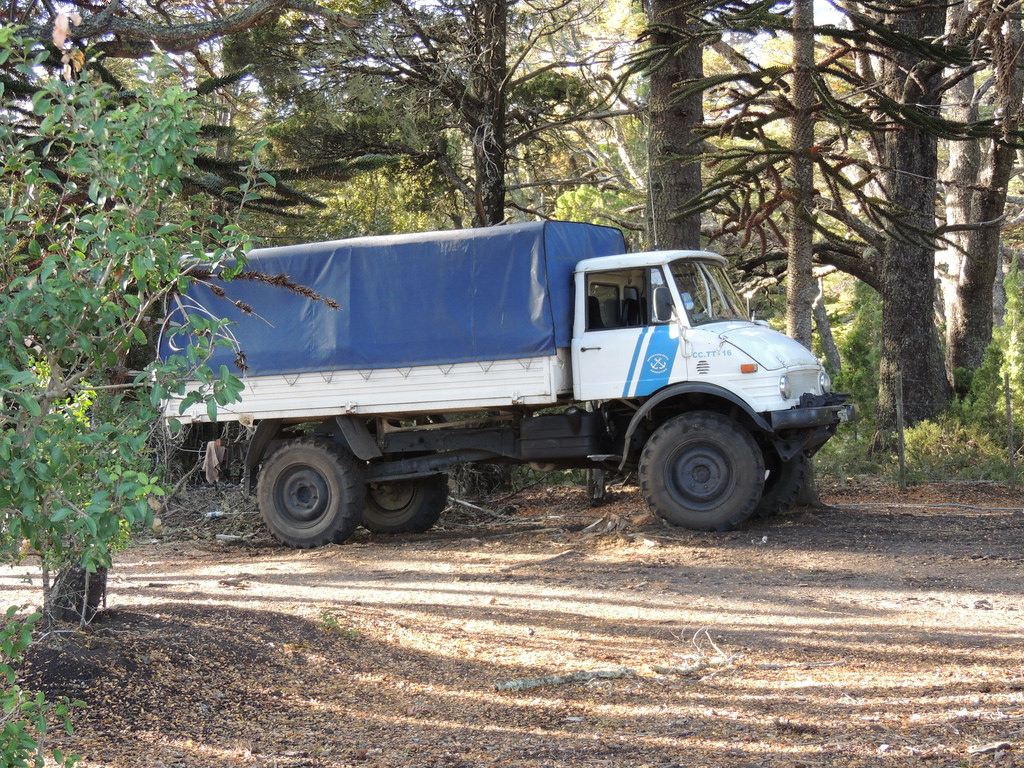
Un camión todoterreno de la Prefectura Naval Argentina (PNA) en cercanías de Puerto Canoa, parque nacional Lanín.

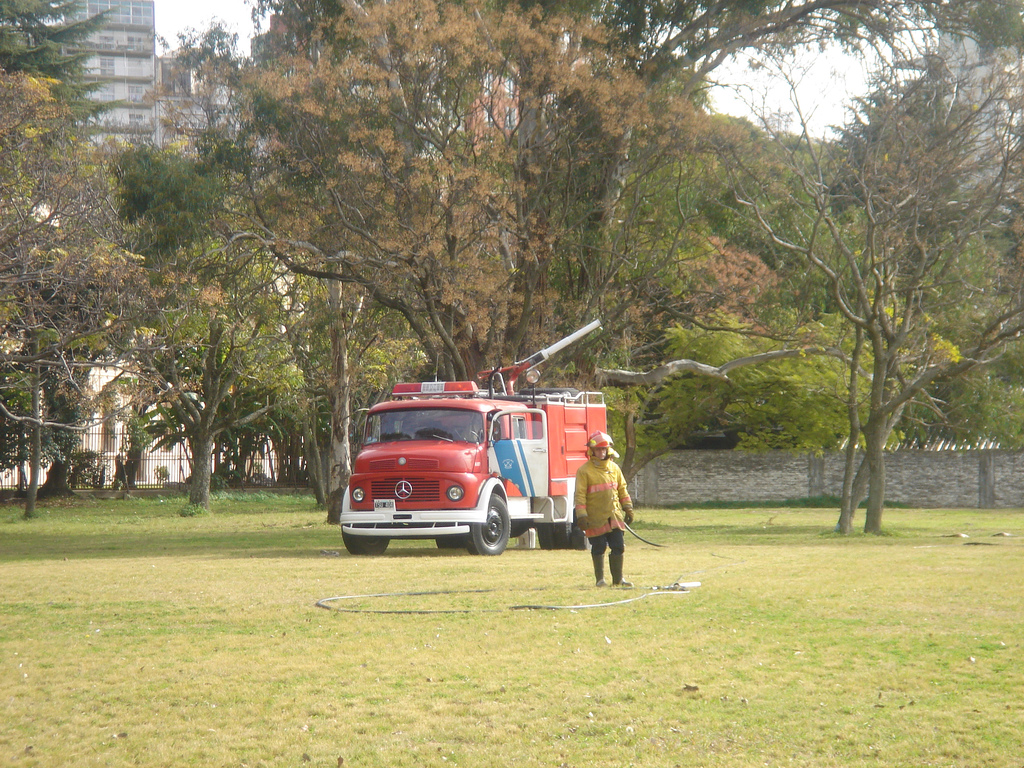
Una dotación de Bomberos de Prefectura Naval Argentina (PNA) en el Helipuerto que la institución posee en la ciudad de Rosario.

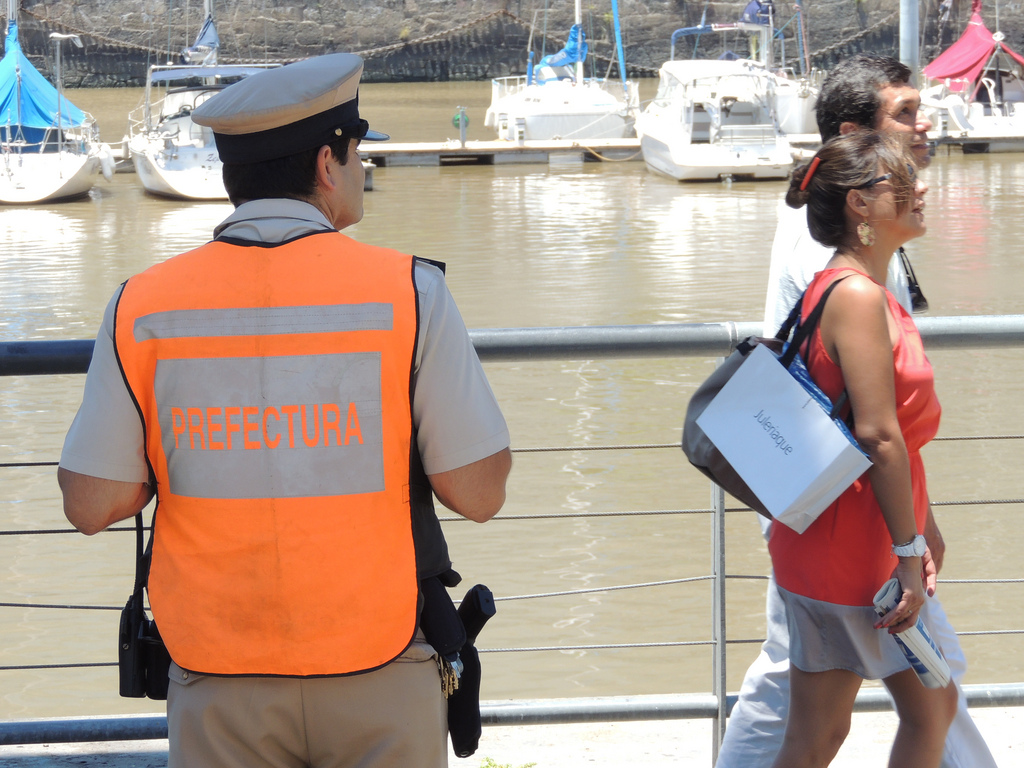
Un efectivo de la Prefectura Naval Argentina (PNA) en Puerto Madero, ciudad de Buenos Aires.

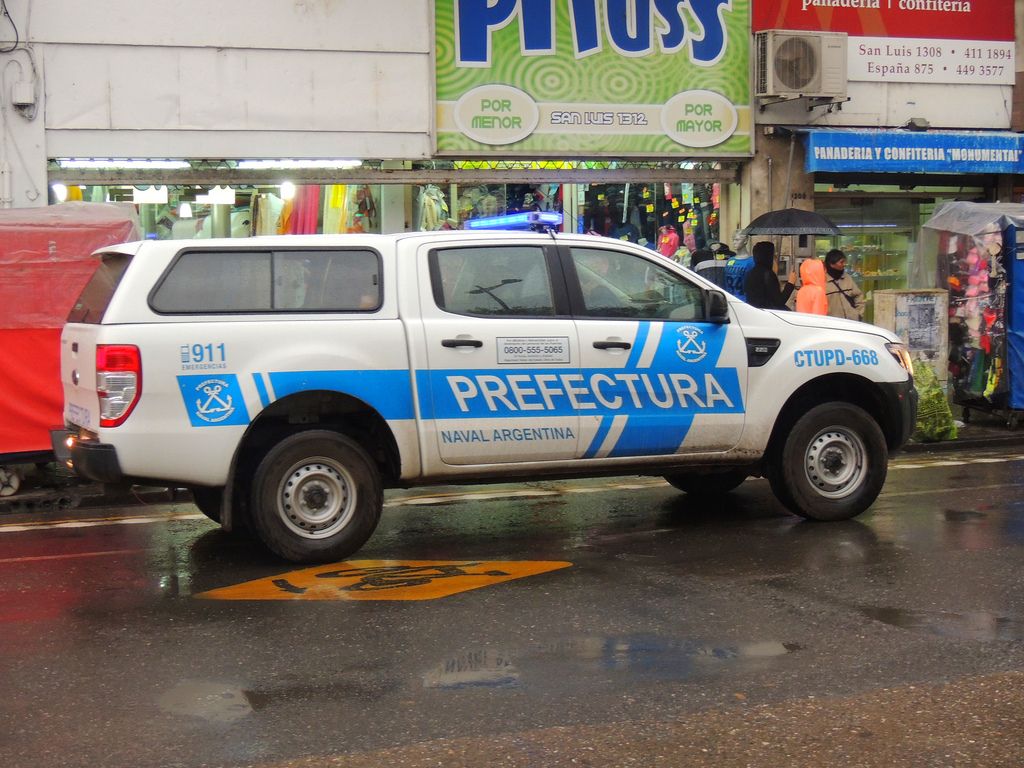
Una camioneta de la Prefectura Naval Argentina (PNA) por calles de la ciudad de Rosario.

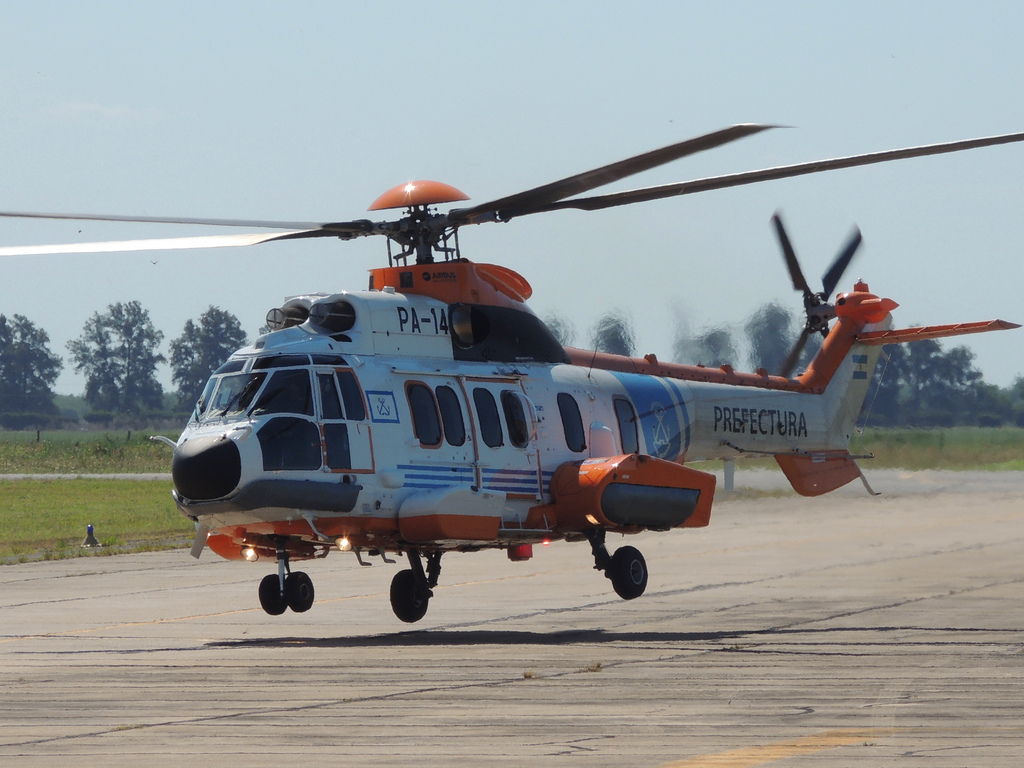
Helicóptero de gran porte de Prefectura Naval Argentina (PNA) en maniobras de aterrizaje.

La Prefectura Naval Argentina (siglas: PNA) es una de las Fuerzas Federales de Seguridad de la Argentina. Es un cuerpo policial, cuya misión y funciones se definen en la Ley N.º 18 398. Actualmente se encuentra bajo jurisdicción del Ministerio de Seguridad, y es encargada de la seguridad de todas las vías navegables interiores y del mar argentino; haciendo garantizar la navegación y las vidas humanas, con su poder de policía y auxiliar de la Justicia, los derechos y las obligaciones que las leyes demanden. Es funcional al desempeño y funciones, en otros países, de la guardia costera, y como una fuerza de seguridad de la navegación en los ríos navegables. Cuenta con 100 guardacostas y 300 botes pequeños, 20 aeronaves y 35000 efectivos.[cita requerida]
Junto con la Gendarmería Nacional, en caso de guerra o conflicto armado internacional, es integrante del Sistema Defensa Nacional en los términos que prescribe la Ley 23 554.

## Despliegue

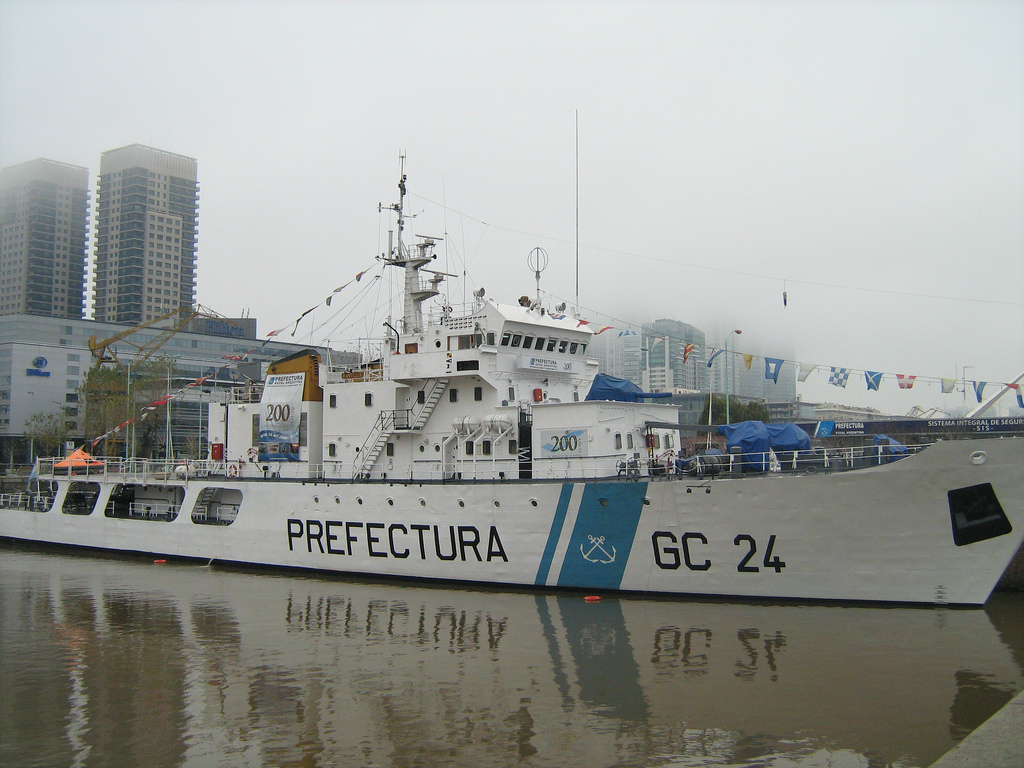
Guardacostas “Mantilla” en Puerto Madero.

La Prefectura Naval Argentina fracciona su jurisdicción territorial en 10 prefecturas de zona:
- Prefectura de Zona Alto Paraná: en su jurisdicción se encuentran las prefecturas de Eldorado, Iguazú, Posadas, San Javier, Libertador Gral. San Martín de Puerto Rico, Puerto Maní, Montecarlo, Puerto Concepción, Puerto Libertad, Santa Ana (todas en la Provincia de Misiones), Itá Ibaté, Ituzaingó (en la Provincia de Corrientes). Su sede se halla en Posadas y la extensión de su jurisdicción comprende la frontera fluvial con Brasil y Paraguay en el río Paraná en las provincias de Misiones y parte de la de Corrientes.
- Prefectura de Zona Alto Uruguay: en su jurisdicción se encuentran las prefecturas de Paso de los Libres, Santo Tomé, Alvear, Garruchos, Monte Caseros, Yapeyú, La Cruz, Mocoretá (todas en la Provincia de Corrientes). Su sede se halla en Paso de los Libres y la extensión de su jurisdicción comprende la frontera fluvial con Brasil y Uruguay en el río Uruguay en las provincias de Misiones y Corrientes.
- Prefectura de Zona Bajo Paraná: en su jurisdicción se encuentran las prefecturas de Paraná, Diamante, La Paz, Victoria (todas en la Provincia de Entre Ríos), Rosario, Santa Fe, San Lorenzo, Arroyo Seco, Villa Constitución (todas en la Provincia de Santa Fe), San Nicolás, Ramallo (en la Provincia de Buenos Aires). Su sede se halla en Rosario y la extensión de su jurisdicción comprende el río Paraná en las provincias de Entre Ríos, Buenos Aires y el sur de Santa Fe.
- Prefectura de Zona Bajo Uruguay: en su jurisdicción se encuentran las prefecturas de Concepción del Uruguay, Colón, Concordia, Federación, Gualeguaychú, Paranacito, Represa de Salto Grande (todas en la Provincia de Entre Ríos). Su sede se halla en Concepción del Uruguay y la extensión de su jurisdicción comprende la frontera fluvial con Uruguay en la Provincia de Entre Ríos sobre el río Uruguay.
- Prefectura de Zona Delta: en su jurisdicción se encuentran las prefecturas de Campana, San Isidro, Tigre, Zárate, Escobar, Guazú-Guazucito, Martín García, Olivos, San Fernando, San Pedro, Baradero, Dique Luján (todas en la Provincia de Buenos Aires), Ibicuy (en la Provincia de Entre Ríos). Su sede se halla en Tigre y la extensión de su jurisdicción comprende el delta del río Paraná en la Provincia de Buenos Aires y parte de Entre Ríos y la frontera fluvial con Uruguay en parte del Río de la Plata.
- Prefectura de Zona Lacustre y del Comahue: en su jurisdicción se encuentran las prefecturas de Comahue de Neuquén, San Martín de los Andes, Villa la Angostura (todas en la Provincia del Neuquén), San Carlos de Bariloche (en la Provincia de Río Negro). Su sede se halla en Neuquén y la extensión de su jurisdicción comprende los lagos y río navegables de la Provincia de Neuquén, y los correspondientes a la zona cordillerana de las provincias de Río Negro y Chubut en la frontera con Chile.
- Prefectura de Zona Mar Argentino Norte: en su jurisdicción se encuentran las prefecturas de Mar del Plata, Bahía Blanca, Patagones, Quequén (todas en la Provincia de Buenos Aires), Puerto Madryn, Rawson (en la Provincia del Chubut), San Antonio Oeste, Punta Colorada (en la Provincia de Río Negro). Su sede se halla en Bahía Blanca y la extensión de su jurisdicción comprende las costas y el mar Argentino en las provincias de Buenos Aires (excepto zona norte), Río Negro y Chubut (parte norte).
- Prefectura de Zona Mar Argentino Sur: en su jurisdicción se encuentran las prefecturas de Comodoro Rivadavia (Provincia del Chubut), Puerto Deseado, Caleta Olivia, Santa Cruz, San Julián, Lago Argentino, Río Gallegos e Islas Malvinas (todas en la Provincia de Santa Cruz y nominalmente las islas Malvinas), Rio Grande y Ushuaia e Islas del Atlántico Sur (en la Provincia de Tierra del Fuego, Antártida e Islas del Atlántico Sur, incluyendo nominalmente las islas Georgias del Sur y Sandwich del Sur). Su sede se halla en Río Gallegos y la extensión de su jurisdicción comprende las costas, el mar Argentino, el mar de la Zona Austral y el canal Beagle en las provincias del Chubut (Desde el sur de Bahía Camarones), Santa Cruz y Tierra del Fuego, Antártida e Islas del Atlántico Sur (incluyendo las islas bajo administración británica), así como también los lagos del área cordillerana limítrofe con Chile en la Provincia de Santa Cruz.
- Prefectura de Zona Río de la Plata: en su jurisdicción se encuentran las prefecturas de La Plata, Dock Sud, General Lavalle, Quilmes (todas en la Provincia de Buenos Aires), Buenos Aires, Boca del Riachuelo (en la Ciudad Autónoma de Buenos Aires). Su sede se halla en Buenos Aires y la extensión de su jurisdicción comprende la parte sur del Río de la Plata y el sector norte del mar Argentino en la Provincia de Buenos Aires.
- Prefectura de Zona Paraná Superior y Paraguay: en su jurisdicción se encuentran las prefecturas de Formosa, Pilcomayo, Colonia Cano (todas en la Provincia de Formosa), Barranqueras, Bermejo, Isla del Cerrito, (todas en la Provincia del Chaco) Reconquista (en la Provincia de Santa Fe), Corrientes, Goya, Itatí, Paso de la Patria, Bella Vista, Esquina (en la Provincia de Corrientes) Termas de Río Hondo (en la Provincia de Santiago del Estero). Su sede se halla en Corrientes y la extensión de su jurisdicción comprende el río Paraná en parte de las provincias de Corrientes y Santa Fe, el río Paraguay en las provincias del Chaco y Formosa, limítrofe con Paraguay, el río Pilcomayo, y otros ríos navegables incluyendo el río Dulce en Santiago del Estero.

## Jerarquías
Según lo establecido en la Ley Nacional 18.398, los únicos grados existentes en la Prefectura Naval Argentina son los siguientes:

### Personal Superior
Establecidos por el artículo 30 de la citada ley.

#### Oficiales Superiores
- Prefecto Nacional Naval
- Subprefecto Nacional Naval
- Prefecto General
- Prefecto Mayor

#### Oficiales Jefes
- Prefecto Principal
- Prefecto

#### Oficiales Subalternos
- Subprefecto
- Oficial Principal
- Oficial Auxiliar
- Oficial Ayudante

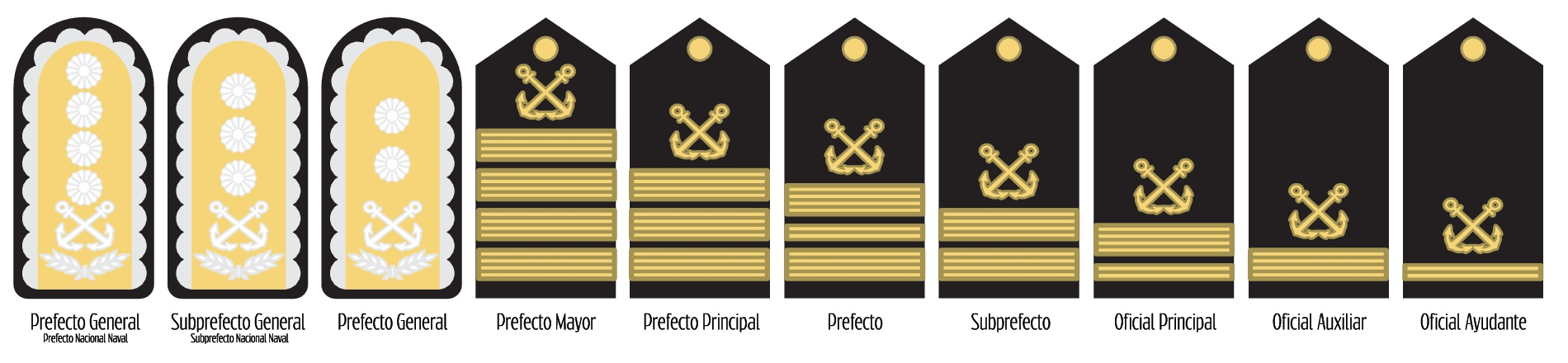
Insignias del Personal Superior

Actualmente, al Prefecto General que ocupe el cargo de Prefecto Nacional Naval se le otorga una insignia de grado con cuatro soles y al prefecto general que ocupe el cargo de subprefecto nacional Naval, una insignia de grado con tres soles al igual que los cuatro prefectos generales que ocupen el cargo de director general, a modo de distinción por los cargos que desempeñan; sin embargo cabe aclarar que las mismas solo tienen carácter distintivo, no representando ascensos a nuevos grados.

### Personal Subalterno
Establecidos por el artículo 31.

#### Suboficiales Superiores
- Ayudante Mayor
- Ayudante Principal
- Ayudante de Primera
- Ayudante de Segunda
- Ayudante de Tercera

#### Suboficiales Subalternos

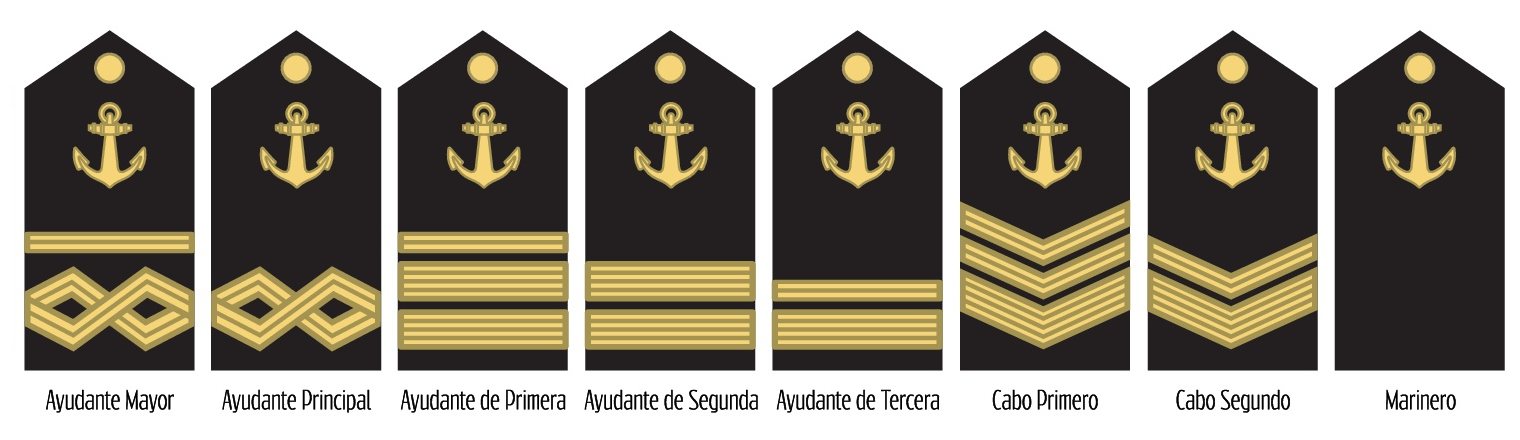
Insignias del Personal Subalterno

- Cabo Primero
- Cabo Segundo
- Marinero

## Unidad de fuerzas especiales

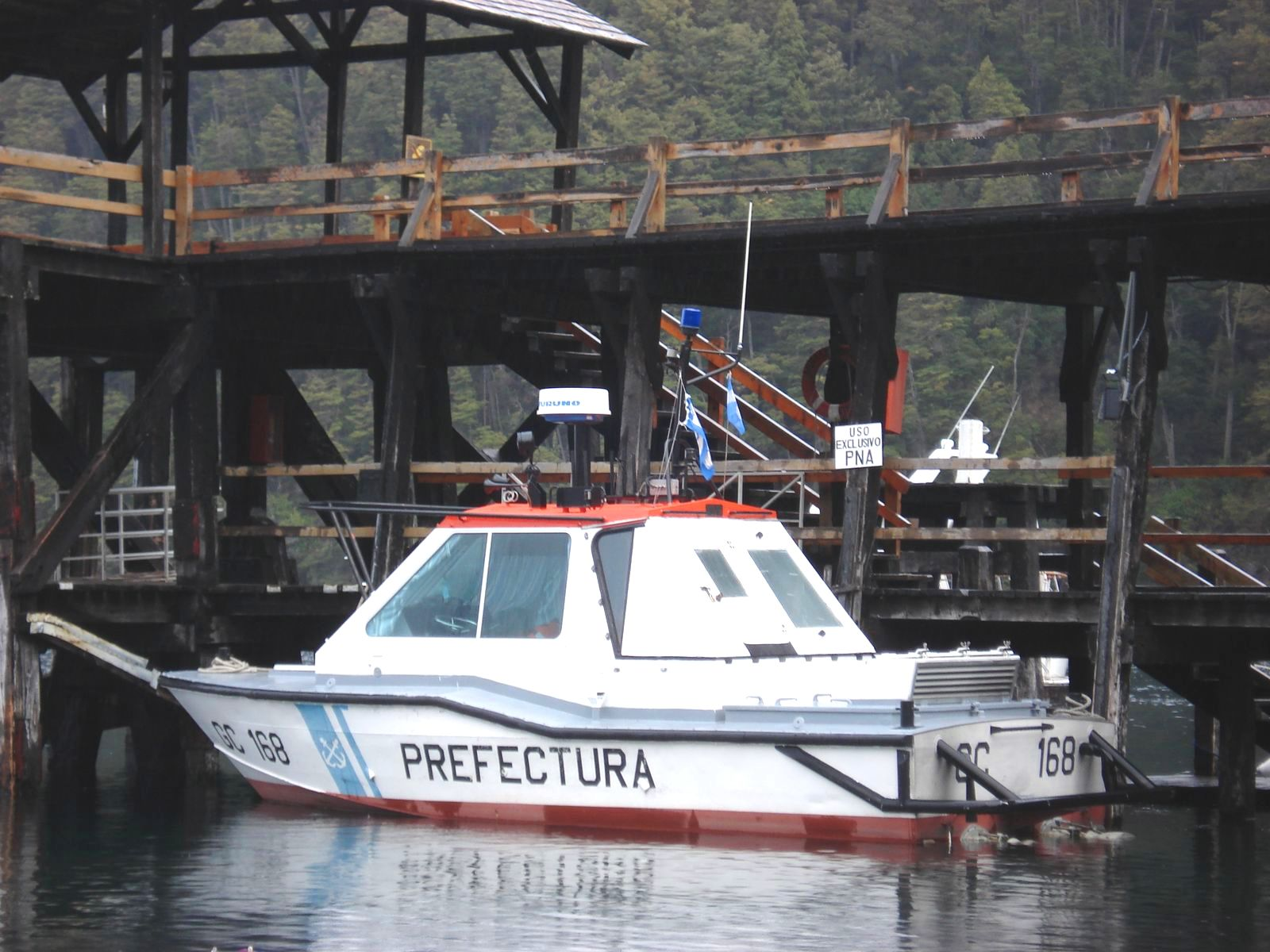
Embarcación GC168 en el lago Nahuel Huapi en Villa La Angostura.

La PNA cuenta con un grupo de comandos de operaciones especiales denominado Agrupación Albatros.
También posee un grupo antidisturbios, preparados especialmente para actuar en casos de manifestaciones violentas llamado Agrupación Guardacostas. Cuenta con 900 efectivos.

## Historia
El antecedente más antiguo de la actual Prefectura Naval Argentina fue la Capitanía de Puertos, cuyas funciones fueron establecidas por el Primer Gobierno Patrio en junio de 1810, por medio de dos decretos (del 25 de junio y del 30 de junio), de los cuales, con el segundo decreto se designa primer «capitán de Puertos de las Provincias Unidas del Río de la Plata» al entonces alférez de fragata de la Armada Real Española Martín Jacobo Thompson —llegado luego a Coronel de Marina en 1815— y secundado por Matías Diz. Dicho documento fue refrendado posteriormente por el secretario de Guerra y Marina de la Junta Mariano Moreno.
Posteriormente, se produce la creación de la «Prefectura Nacional Marítima» por medio la ley N.º 3445 el 29 de octubre de 1896 formando parte de la Armada Argentina, a instancias del entonces senador Manuel Florencio Mantilla, que la reconocía como sucesora de la antigua Capitanía de Puertos, motivo por el cual en homenaje a él, el buque insignia de la fuerza GC-24 lleva su nombre.
En 1984, como consecuencia del retorno a la democracia producido a fines del año anterior, se inició la desmilitarización de la Organización luego de haber participado en tareas de seguridad interna, transfiriendo gradualmente su dependencia directa de la Armada Argentina al Ministerio de Defensa. En 1992, con la ley de Seguridad Interior, mantuvo la dependencia orgánica respecto del Ministerio de Defensa, pero estableció la dependencia funcional respecto del Ministerio el Interior en cuestiones de seguridad interna, para luego, a partir del año 1996 pasar a depender tanto orgánica, como funcionalmente de este último ministerio. Finalmente en diciembre del año 2010, se transfiere al recientemente creado Ministerio de Seguridad.

### Guerra de Malvinas

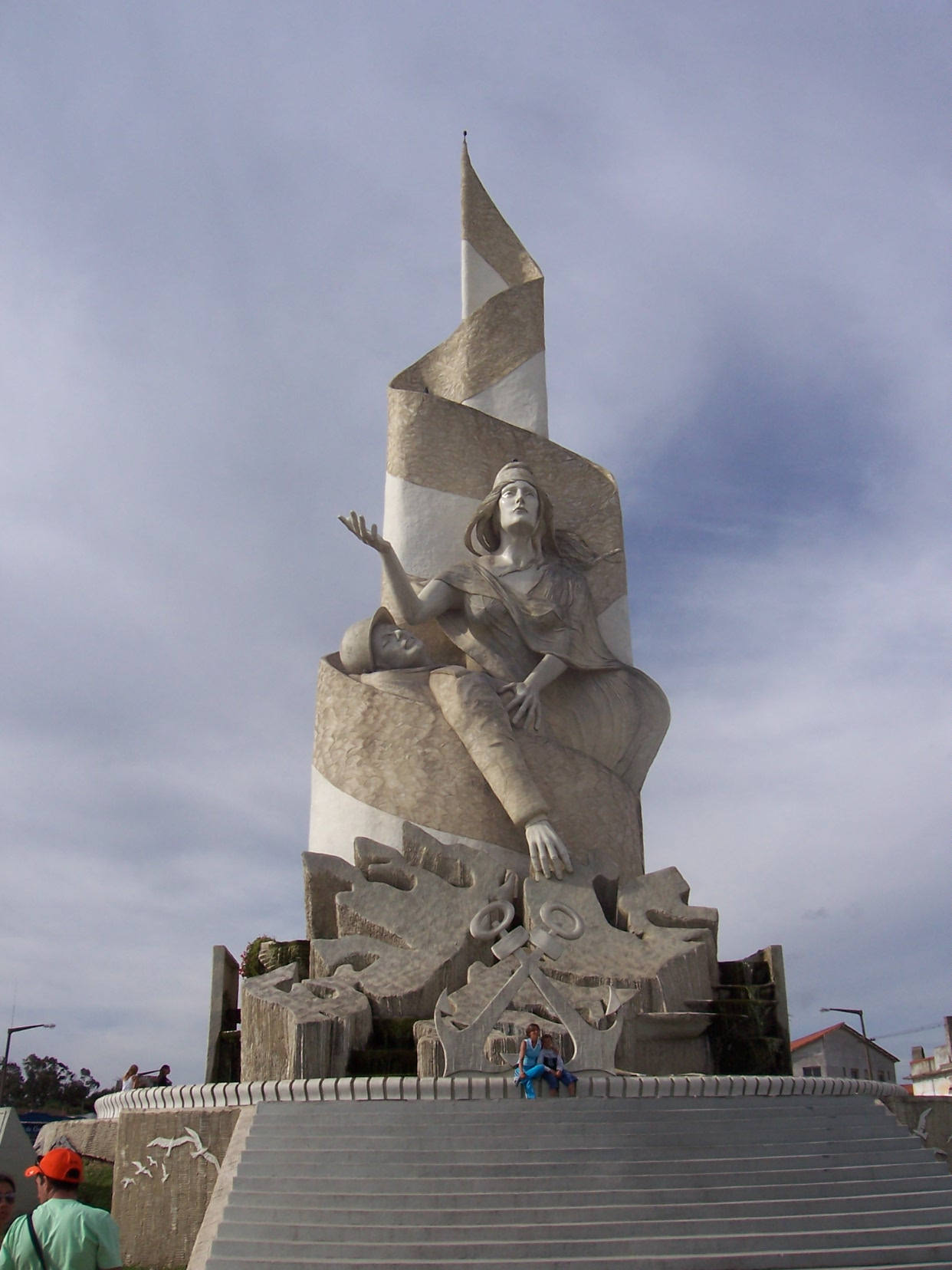
Monumento a los caídos en Malvinas donado por la Prefectura en la ciudad de Quequen.

Durante la guerra de las Malvinas en 1982 la PNA, intervino en cumplimiento de misiones de apoyo en el «Teatro de Operaciones Atlántico Sur», con buques guardacostas, aviones y helicópteros.
Básicamente las tareas ordenadas fueron:
- Pilotaje en la navegación de buques de bandera argentina
- Practicaje por la zona minada en Acceso a Puerto Argentino/Stanley.
- Apoyo y logística.
- Patrullaje diurno-nocturno, en Bahía Interior a Puerto Argentino y en Bahía Exterior Puerto Groussac.
- Búsqueda y rescate de pilotos eyectados de sus aviones dentro y fuera de la zona de exclusión.

#### Medios aéreos
- 5 Short SC.7 Skyvan 3M-400[6]
- 1 Aérospatiale SA-330L Puma[7]

#### Unidades de superficie en rol de guerra

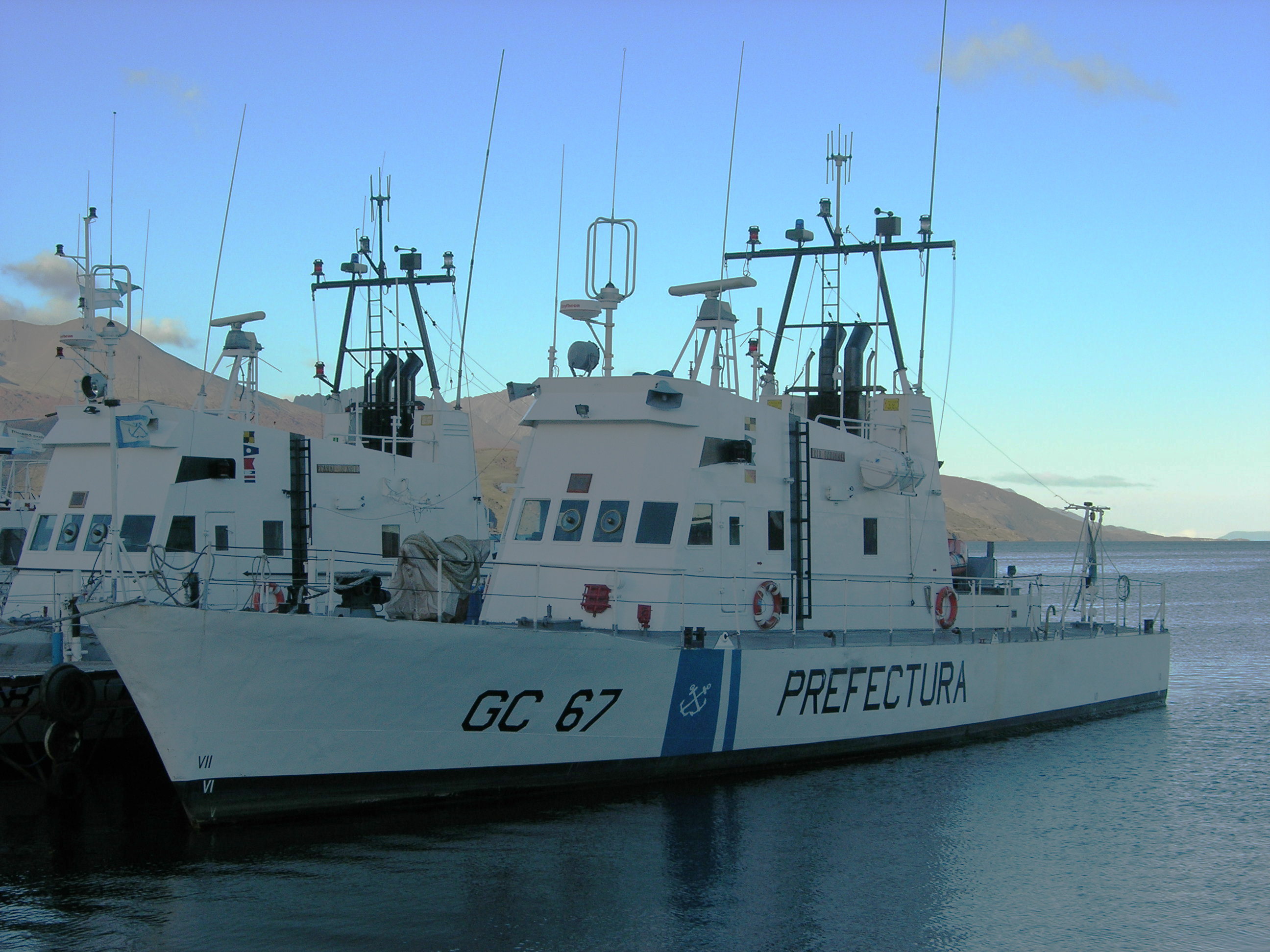
Embarcación GC67 en el puerto de Ushuaia.

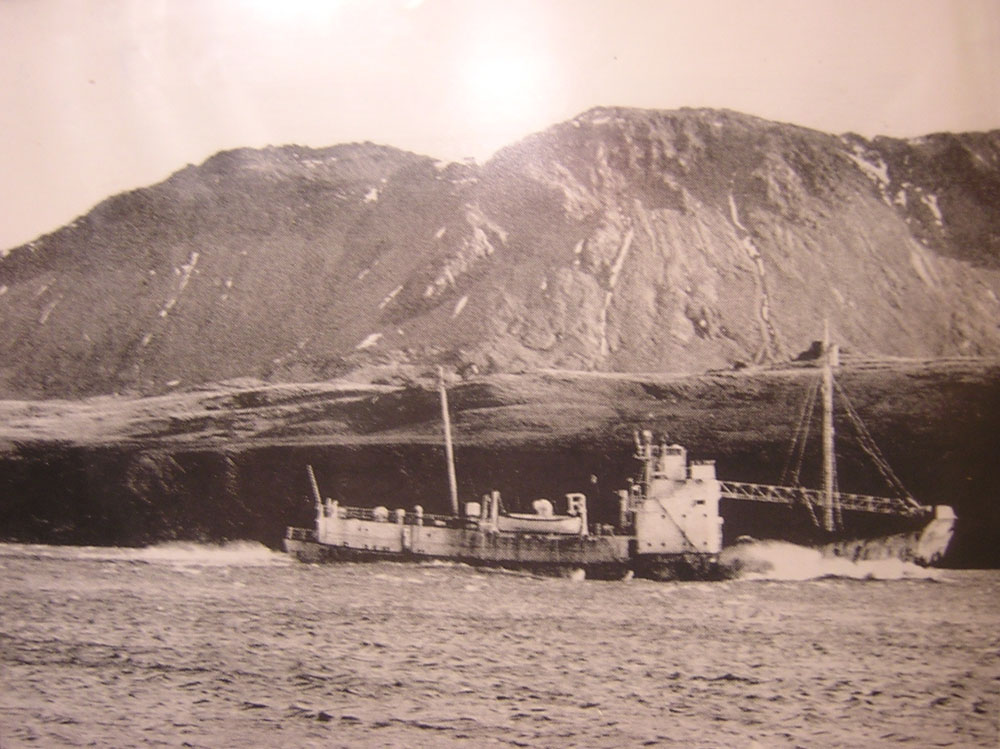
PNA Delfín (GC-13) en mar.

La prefectura naval puso a cargo de la defensa del estuario del Río de la Plata a los guardacostas GC-21 Lynch, GC-22 Toll, GC-65 Martín García, GC-66 Río Luján, GC-70 Río de la Plata, GC-71 La Plata y GC-72 Buenos Aires; los guardacostas GC-73 Cabo Corrientes, GC-77 Golfo San Matías y GC-79 Río Deseado estuvieron operando en apoyo a la Flota de Mar en el mar Argentino; y los guardacostas GC-82 Islas Malvinas y GC-83 Río Iguazú operaron en las Islas Malvinas.
Ambas naves policiales, de veintiocho metros de eslora, zarpan de Buenos Aires, el 6 de abril, hacia el archipiélago sin una preparación adecuada, como los cañones de proa de veinte milímetros para defenderse en caso de ser atacados. Llegaron a puerto en Malvinas el 13, rompiendo el 12 el «Bloqueo Militar Aeronaval» impuesto por las fuerzas británicas, tras 1100 km de travesía.

##### Bautismo de fuego del GC82 Islas Malvinas
El Guardacostas 82 Islas Malvinas entró en combate el 1.º de mayo de 1982, a las 1520 horas, hallándose fondeado en la "Bahía de la Anunciación", en momentos en que es atacado por un helicóptero Sea Linx de exploración inglés, perteneciente a la fragata HMS Alacrity, el que es repelido mediante el fuego de armas livianas (fusiles FN y ametralladoras Halcón), como así también armamento portátil de mano reglamentario de esa Fuerza de Seguridad. La Armada Argentina también participa del combate a través del buque costero ARA Forrest, capturado el 2 de abril. En la contienda cae herido el cabo 2.º maquinista Antonio Grigolatto, quien se encontraba en el sobre puente defendiendo la Unidad. El fuego concentrado de ambas unidades le causó serias averías al citado medio aéreo, el que con dificultades retoma un rumbo hacia el norte, donde desciende en cercanías del monte Low, para luego dirigirse hacia el sudeste, posición donde se encontraban los Portaaviones de la Task Force.
Bautismo de fuego del "Río Iguazú"
El 22 de mayo ese guardacostas había zarpado de madrugada rumbo a Puerto Darwin con personal y material del Ejército Argentino. A las 8:25 recibió fuego de dos Sea Harrier, respondiendo con ametrallamiento de sus Browning 12,7 mm, y se adjudica el derribo a uno de ellos. Fuentes británicas posteriormente desmintieron la pérdida de cualquiera de sus aviones en esta acción.
En 2007, puede verse el despiece del sector destruido por el fuego, en el Museo Naval de Tigre.
El Guardacostas GC-77 Golfo San Matías
Localizó y colaboró con el rescate de los 29 sobrevivientes del Aviso A.R.A. Alférez Sobral entre otras acciones entre las que se cuenta la persecución de un blanco radar no identificado en horas de la madrugada en la desembocadura del Río Santa Cruz; Vigilancia radar de la desembocadura de ese río desde el viaducto Punta Quilla; etc.
Bajas
- † cabo 2.º Julio Omar Benítez, operador de la ametralladora Browning 12,7 mm; promovido post mortem a cabo 1.º, y distinguido con la Medalla al Muerto en Combate.
- Heridos: oficial principal Oscar González Gabino, ayudante de 3.ª Juan José Baccaro y cabo 2.º Carlos Bengochea, todos ellos distinguidos con la Medalla al Herido en Combate.

#### Unidades aéreas en el teatro de guerra
El comandante en jefe de la Armada, almirante Jorge Isaac Anaya, ordenó la asignación de aeronaves de la Prefectura Naval Argentina al Grupo de Tareas 80.1 y la Fuerza de Tareas 50. Un total de cinco aviones SC.7 Skyvan y tres helicópteros SA330 Puma se incorporaron. Las tareas principales fueron de búsqueda y rescate, apoyo logístico y reconocimiento.
Para las misiones de salvamento, la FT 50, al mando del contraalmirante Héctor Martini, diseñó tres equipos compuestos por un Skyvan y un Puma cada uno. Se destacó uno a la Estación Aeronaval Río Gallegos, uno en la Estación Aeronaval Malvinas y el último en la Base Aeronaval Río Grande.
En caso de haber una aeronave que regresaba de las Malvinas en emergencia, se enviaba un helicóptero para apoyo.
En Malvinas se destacaron los Skyvan matrícula PA-50 y PA-54 y el Puma dominio PA-12. Las aeronaves volaron desde Río Grande hasta el aeropuerto de Puerto Argentino/Stanley en el mes de abril de 1982.
El "PA-54" apoyó la navegación de ambos guardacostas de PNA. Y en Malvinas desde el 30 de abril al 9 de mayo de 1982. Uno se averió en operaciones; el otro fue destruido en tierra por un comando enemigo, en la "Isla Pebble".
El helicóptero PA-12 fue averiado en tierra por fuego enemigo.
Las Aeronaves destinadas en las Islas completaron 95 misiones.
Aeronaves operando desde el continente
- Aviones Short Skyvan PNA “PA-51” y “PA-52”
- Helicóptero Puma “PA-11” y "PA-13".

El grupo de Aviación PNA fue asignado a la FAS Fuerza Aérea Sur y al Comando del Componente Aéreo Malvinas, como Centros de Búsqueda y de Salvamento, con sus aviones Short Skyvan PNA “PA-51” y “PA-52” y los helicópteros Puma PNA “PA-11” y “PA-13”; en BA Río Grande (Tierra del Fuego) y BA Río Gallegos.
Se operó hasta el fin de la guerra, en misiones de apoyo de combate de la Fuerza Aérea Argentina y de la Armada Argentina, en misiones PCSAR y CSAR. (Combat Search And Rescue)(Búsqueda y rescate en teatros de guerra y entornos hostiles). Con vuelos sobre áreas marítimas del TOAS y de la zona de exclusión definida por el ministerio de defensa de Gran Bretaña.
Las aeronaves operando desde el continente totalizaron 252 misiones durante la guerra.

#### Personal destacado en las islas Malvinas
Bajas
- † Marinero Jorge Eduardo López, primer fallecido de esa Institución en el Teatro de Operaciones, asignado a la "Prefectura Islas Malvinas", a cargo de un vehículo con pertrechos para la dependencia, estando a bordo del buque Isla de los Estados que fue atacado y hundido en navegación por el Estrecho de San Carlos; promovido post mortem a Cabo 2.º, y distinguido su accionar con la condecoración “La Nación Argentina al Muerto en Combate”.
- † Suboficial Julio Omar Benítez, formó parte del guardacostas Río Iguazú, falleciendo durante un enfrentamiento contra dos Sea Harrier; promovido post mortem a Cabo primero, y distinguido su accionar con la condecoración “La Nación Argentina al Muerto en Combate”.

#### Informe Rattenbach sobre la PNA

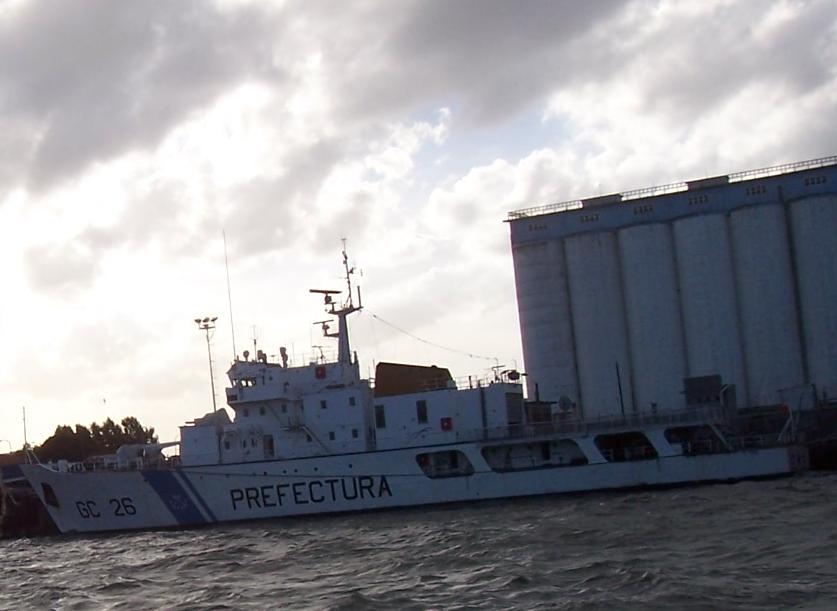
Barco de patrulla de alta mar en el puerto de Mar del Plata.

701. Dada la situación imperante y tal como se fueron desarrollando los distintos acontecimientos, las unidades destacadas, cumplieron un sinnúmero de actividades, en las cuales quedó de manifiesto la acabada eficiencia y valor demostrado por sus dotaciones. 702. Las actividades desarrolladas fueron: practicaje, transporte de personal, material y munición, reconocimientos, actividades de piquete radar, patrullajes, intercepción de comunicaciones, vuelos de exploración, vuelos de carácter logístico y operación (SAR). 703. Las actividades más destacadas fueron: a. Burlar el bloqueo impuesto por los británicos, efectuados por los dos guardacostas en su travesía desde el continente hacia el archipiélago, el día 12 de abril. h. Rechazar ataque de dos aviones enemigos Sea Harrier por medio del GC-83 "RÍO IGUAZÚ" el día 22-MAY. c. Soportar, pese a la desproporción de armamento, otros ataques en los que sufrieron bajas de personal por acción del fuego enemigo.

## Sede
En 1945 comenzó, por iniciativa del ministerio de Defensa, la construcción de la sede de la Prefectura, en el cruce de la calle Cangallo (hoy Teniente General Perón) con la avenida Eduardo Madero, la que terminaría en el año 1949. Pero el edificio terminado fue entonces requerido por el Ministerio de Marina. A pesar de varios intentos de ocupar el lugar, en 1968 se lo asignó al Ministerio de Cultura y Educación, que permaneció allí hasta que finalmente el año 1979, la Prefectura Naval accedió el edificio, realizándose la inauguración formal del mismo el 29 de octubre siguiente.

## Pesca ilegal
La PNA patrulla en prevención de la pesca ilegal en la zona económica exclusiva argentina, las 200 millas al igual que las aeronaves de su servicio de aviación, tales como el patrullero marítimo CASA C-212. La Prefectura también utiliza los guardacostas, helicópteros, y fuerzas especiales "Albatros".
El 28 de mayo de 1986 el buque de la Prefectura Naval Argentina PNA Prefecto Derbes (GC-28) ametralló al buque pesquero de Taiwán Chian-der 3, cuando pescaba dentro de las 200 millas náuticas reclamadas por Argentina en torno a las islas Malvinas y desobedeció la orden de detenerse y los disparos de advertencia. Un tripulante del pesquero murió, otro desapareció y tres resultaron heridos. El barco quedó al garete y posteriormente se hundió. El mismo guardacostas tuvo otro enfrentamiento en el año 2016, desencadenándose en el hundimiento de otro pesquero chino por parte de su propia tripulación, el Lu Yuan Yu 10, no provocando víctimas fatales en esta oportunidad.

## Unidades Navales y Aéreas

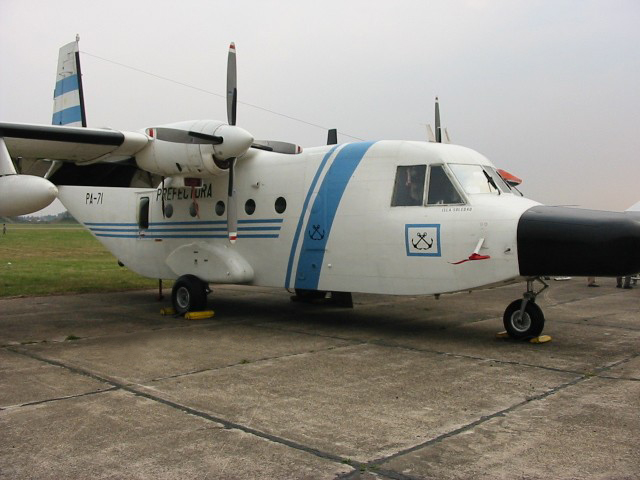
Avión CASA C-212 Aviocar de patrullaje y transporte.

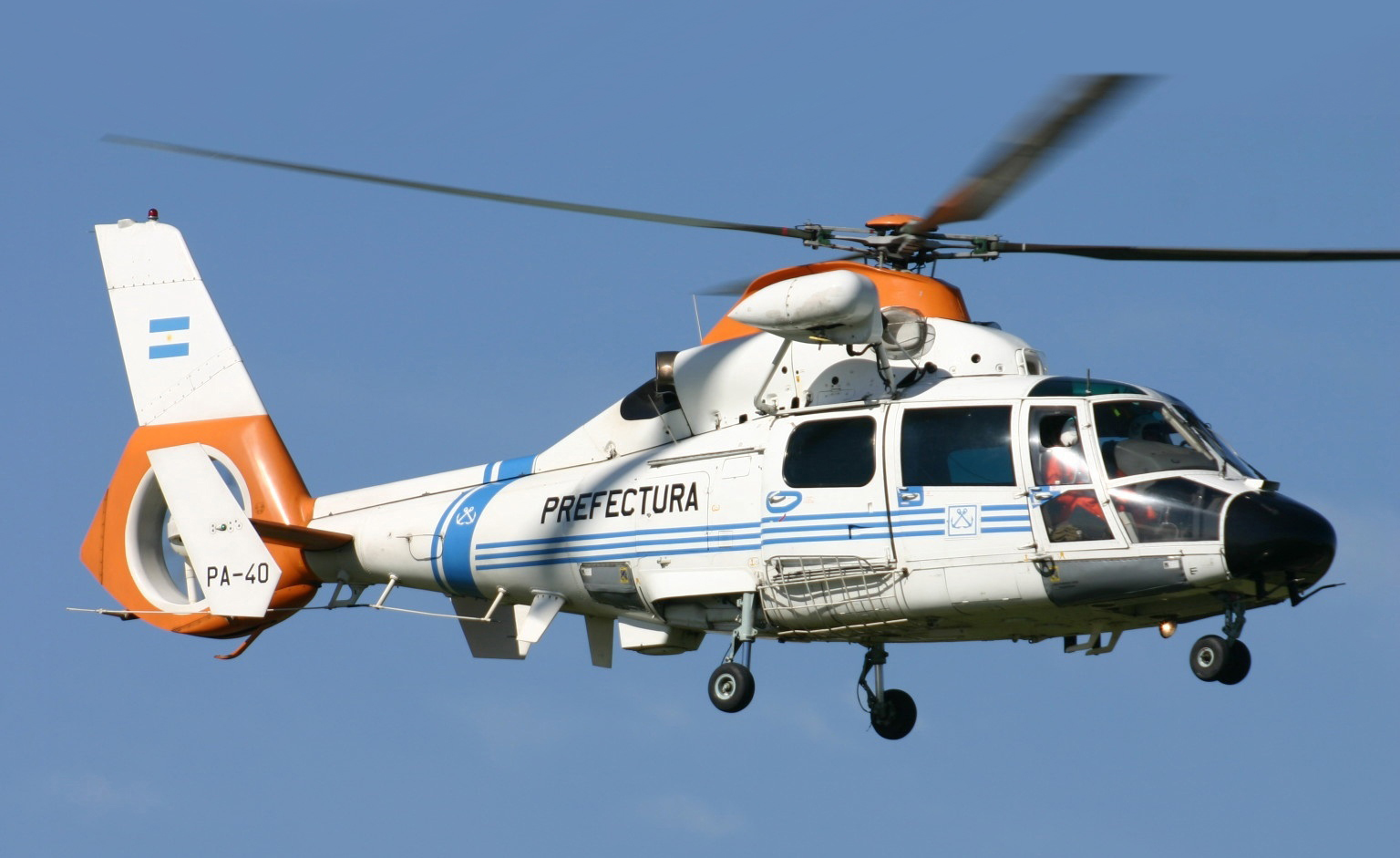
Helicóptero Dauphin (PNA PA-40)

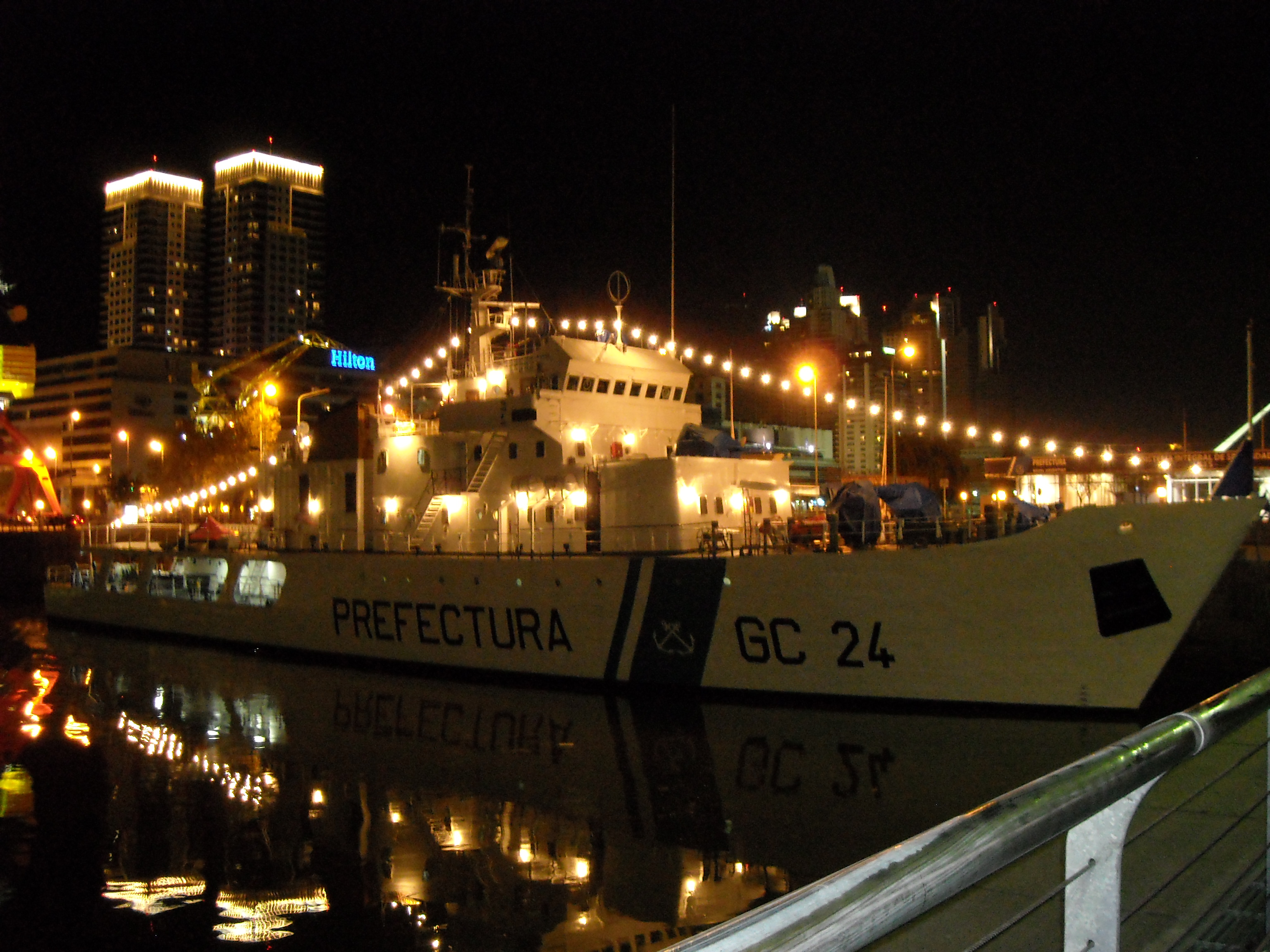
Patrullera Mantilla de la Clase Mantilla

Prefectura cuenta con las siguientes embarcaciones más otras pequeñas no incluidas, para patrullaje de zonas costeras y ribereñas. Los patrulleros clase Mantilla y las lanchas patrulleras clase Z-28 fueron adquiridas durante el gobierno militar 1976-1983. Contando con alrededor de más de 80 lanchas y motos de agua para este tipo de misión.

### Embarcaciones
| Clase/Buque               | Imagen | Astillero    | Misión                               | Cantidad de unidades                                                 |
| ------------------------- | ------ | ------------ | ------------------------------------ | -------------------------------------------------------------------- |
| Clase Mantilla            |        | España       | Buque patrullero                     | 5                                                                    |
| Clase Gowind              |        | Francia      | Buque patrullero                     | 3 (LOA)                                                              |
| Clase Shaldag             |        | Israel       | Patrulla de Rio                      | 4                                                                    |
| PNA Delfín (GC-13)        |        | Países Bajos | Búsqueda y rescate, Apoyo Logístico. | 1                                                                    |
| PNA Mar del Plata (GC-64) |        | Alemania     | Lancha Patrullera                    | +12 (Originalmente 20, 2 perdidas durante la guerra de las Malvinas) |
| Clase Tonina              |        | Argentina    | Remolcador y Salvamento              | 1                                                                    |
| Clase Toro                |        | Argentina    | Patrullaje y Persecución             | +4                                                                   |
| Clase Yaguareté           |        | Argentina    | Lancha Blindada de Patrullaje        | +2                                                                   |

### Helicópteros
| Modelo                       | Procedencia    | Usos                           | Versión    | Cantidad de unidades |
| ---------------------------- | -------------- | ------------------------------ | ---------- | -------------------- |
| Eurocopter EC225 Super Puma  | Francia        | Transporte, búsqueda y rescate | EC 225 SAR | 1                    |
| Eurocopter AS 355 Ecureuil 2 | Francia        | Patrulla                       | AS 335 NP  | 2                    |
| Eurocopter AS365 Dauphin     | Francia        | Búsqueda y rescate             | AS 365 N2  | 4                    |
| Schweizer 300                | Estados Unidos | Entrenamiento                  | 300 C      | 4                    |
| Bell 206                     | Italia         | Patrulla                       | AB-206     | 2                    |

### Aviones
| Modelo                    | Procedencia    | Usos                                      | Versión(es)                       | Cantidad de unidades       |
| ------------------------- | -------------- | ----------------------------------------- | --------------------------------- | -------------------------- |
| CASA C-212 Aviocar        | España         | Patrulla marítima y transporte            | C-212-300, C-212-300MP            | 2 C-212-300, 2 C-212-300MP |
| Beechcraft Super King Air | Estados Unidos | Propósitos generales, vigilancia marítima | Hawker Beechcraft King Air 350 ER | 2                          |
| Piper Chincul             | Argentina      | Utilitario                                | PA-31                             | 2                          |
| Diamond DA-42             | Austria        | Entrenamiento y enlace                    |                                   | 3                          |